# Grigori Wladimirowitsch Weritschew
Grigori Wladimirowitsch Weritschew (russisch Григорий Владимирович Веричев; * 4. April 1957 in Kungur; † 25. Mai 2006 in Tscheljabinsk) war ein sowjetischer Judoka. Er war Weltmeister, viermaliger Europameister und gewann 1988 eine olympische Bronzemedaille.

## Leben
Der 1,87 m große Weritschew trat ab 1980 im Schwergewicht oder in der offenen Klasse an. 
Weritschew begann 1969 mit dem Judosport und gehörte ab 1977 zum sowjetischen Nationalteam. 1978 gewann er mit dem Nationalteam Silber bei der Mannschaftseuropameisterschaft, seine einzige internationale Meisterschaftsteilnahme im Halbschwergewicht. Bei den Europameisterschaften 1981 gewann er den Titel im Schwergewicht durch einen Finalsieg über den Bulgaren Dimitar Saprjanow. Bei den Weltmeisterschaften im gleichen Jahr erreichte er das Finale, unterlag dort aber gegen den Japaner Yasuhiro Yamashita. Im Jahr darauf verlor er bei den Europameisterschaften 1982 frühzeitig gegen den Franzosen Angelo Parisi, kämpfte sich aber danach bis zur Bronzemedaille durch. Im weiteren Verlauf des Jahres 1982 siegte Weritschew bei den Studentenweltmeisterschaften und belegte mit der sowjetischen Mannschaft den zweiten Platz bei den Europameisterschaften. 1983 verlor er im Halbfinale der Europameisterschaften in der offenen Klasse gegen Angelo Parisi, im Kampf um Bronze bezwang er Fred Olhorn aus der DDR. Auch bei den Europameisterschaften 1984 trat Weritschew in der offenen Klasse an und schlug im Halbfinale den Belgier Robert Van de Walle, im Finale unterlag er gegen Angelo Parisi. Wie alle Athleten aus der Sowjetunion und allen anderen Ostblockstaaten außer Rumänien verpasste Weritschew die Olympischen Spiele 1984 in Los Angeles wegen des Olympiaboykotts. Beim Alternativturnier in Warschau gewann er das Schwergewichtsfinale gegen Dimitar Saprjanow.
1985 gewann Weritschew seinen zweiten Europameistertitel, als er im Finale der Europameisterschaften in Hamar den Westdeutschen Alexander von der Groeben bezwang. Bei den Weltmeisterschaften verlor er im Halbfinale gegen den Japaner Hitoshi Saitō, erkämpfte sich aber danach die Bronzemedaille. Im November 1985 gewann Weritschew mit dem sowjetischen Team die Mannschaftseuropameisterschaft. 1986 trat er bei den Europameisterschaften in Belgrad sowohl im Schwergewicht als auch in der offenen Klasse an und gewann jeweils eine Bronzemedaille. Zwei Monate später siegte er im Schwergewicht bei den Goodwill Games. 1987 bezwang er im Finale der offenen Klasse den Franzosen Christian Vachon bei den Europameisterschaften in Paris. Bei den Weltmeisterschaften in Essen gewann er das Schwergewichtsfinale gegen den Ägypter Mohamed Ali Rashwan. Seinen vierten Europameistertitel erkämpfte Weritschew 1988 in Pamplona, als er im Schwergewichtsfinale Alexander von der Groeben bezwang. Bei den Olympischen Spielen 1988 gehörte die Offene Klasse nicht mehr zum Programm, Weritschew unterlag im Halbfinale des Schwergewicht-Turniers gegen Henry Stöhr aus der DDR, erkämpfte sich aber gegen den Ungarn István Dubrovszky die Bronzemedaille. Ebenfalls Bronze gewann Weritschew bei den Europameisterschaften und den Weltmeisterschaften 1989. Danach endete seine aktive sportliche Karriere. 
Der für Dynamo Tscheljabinsk antretende Weritschew gewann im Lauf seiner Karriere je vier sowjetische Meistertitel im Schwergewicht und in der offenen Klasse. Nach seiner Karriere war er bei der Polizei und als Judotrainer tätig.
Seit 2007 wird jährlich in Tscheljabinsk das Judoturnier Grigori Weritschew Memorial zum Gedenken an den 2006 verstorbenen Judoka ausgetragen.